# 奥尔吉贝 (阿列日省)
奥尔吉贝（法語：Orgibet）是法国阿列日省的一个市镇，属于圣吉龙区（Saint-Girons）库瑟朗地区卡斯蒂隆县（Castillon-en-Couserans）。该市镇2009年时的人口为187人。

## 人口
奥尔吉贝人口变化图示
| 数据来源：INSEE |